# كارلتون إليوت (لاعب كرة قدم أمريكية)
كارلتون إليوت (بالإنجليزية: Carlton Elliott)‏ هو لاعب كرة قدم أمريكية أمريكي، ولد في 12 نوفمبر 1927، وتوفي في 18 يوليو 2005.